# Zygophylax infundibulum
Zygophylax infundibulum är en nässeldjursart som beskrevs av Wilfrid Arthur Millard 1958. Zygophylax infundibulum ingår i släktet Zygophylax och familjen Lafoeidae. Inga underarter finns listade i Catalogue of Life.